# Problema del agente-principal
En economía, el problema del agente-principal designa un conjunto de situaciones que se originan cuando un actor económico (el principal o el jerarca), depende de la acción o de la naturaleza o de la moral de otro actor (el agente), sobre el cual no tiene perfecta información. En otras palabras, ese asunto concierne las dificultades que se presentan bajo condiciones de información asimétrica, cuando el principal contrata a un agente. 
Adam Smith fue quizás el primero que puso atención a este tipo de problemas en la economía, empezando su estudio por el caso específico de quienes reducen su participación económica a comprar acciones en sociedades por acciones: 

"[...] la mayor parte de estos accionistas [...] no se interesan en sus asuntos y están satisfechos con recibir el dividendo semestral o anual que los directivos consideran conveniente pagarles. Esta ausencia total de inconvenientes y riesgos, más allá de una suma muy limitada, anima a muchas personas a volverse empresarios en una sociedad por acciones, personas que en ningún caso arriesgarían su fortuna en una sociedad particular [...] Ahora bien, no es razonable esperar que los directivos de estas compañías, al manejar mucho más dinero de otras personas que de ellos mismos, lo vigilen con el mismo ansioso cuidado con el que frecuentemente vigilan el suyo los socios de una empresa particular [...] En consecuencia, el manejo de los negocios de esas compañías siempre está caracterizado en alguna medida por la negligencia y la prodigalidad."

Varios mecanismos se pueden utilizar para intentar alinear los intereses del agente con los del principal. Por ejemplo, comisiones, distribución de beneficios, salarios de eficacia. El problema del agente-principal se encuentra en la mayoría de las relaciones de empleador/empleado, no solo cuando los accionistas emplean ejecutivos superiores en las corporaciones. 
Desde un punto de vista más moderno, se trata de estudiar las consecuencias de asimetría de la información. Desde este punto de vista, el problema del agente-principal es la esencia de la teoría de la agencia, una de las teorías de la economía industrial.
Este tipo de problemas se reparten generalmente en tres categorías, en función de la imperfección de la información: selección adversa, riesgo moral y señalización.
La relación de propiedad y agencia es el contrato explícito o implícito que se establece entre dos partes, por el cual se comprometen a cooperar en la realización de una actividad (Jensen y Meckling, 1976). Desde este enfoque teórico la empresa se concibe como un entramado contractual que permite la cooperación de los distintos propietarios de recursos en la causa de una actividad colectiva.
La separación entre propiedad y gerencia es muy ventajosa, por un lado permite que las acciones cambien de propietario sin que esto afecte la marcha de la empresa, y por otro se permite contratar a personas calificadas para asumir la gerencia. El conflicto puede surgir cuando los intereses de los propietarios de la empresa (Principal) accionistas que se pueden contar por miles en algunas empresas, difiere del de los directivos (Agentes). A esto se le denomina Teoría de Agencia o Problema de Agencia. Los propietarios desean que los directivos trabajen en beneficio de la empresa maximizando el valor de la empresa. Este conflicto puede surgir por las asimetrías informativas que pueden dar lugar a que los agentes que buscan la maximización de su propio beneficio persigan objetivos distintos a los acordados. Por lo tanto, esta relación de cooperación está marcada por un potencial comportamiento oportunista de los agentes.
Las políticas de manejo de este problema intentan hacer compatibles los comportamientos cooperativos en la empresa con la persecución de los intereses personales, sugiriendo a “la empresa como un equipo cuyos miembros actúan según su propio interés pero son conscientes de que su destino depende, en alguna medida, de la supervivencia del equipo en su competencia con otros equipos”. Así pues, en cada uno de los contratos se establecerán mecanismos de salvaguardia que promuevan la cooperación e intenten minimizar los costes de agencia inherentes a las relaciones contractuales. Estos problemas pueden mitigarse con una combinación de control e incentivos. Por ejemplo, los accionistas delegan la tarea de control de la alta dirección al consejo de administración y a los contables, quienes auditan los libros de la empresa.
Para estimular a los directivos a maximizar la riqueza de los accionistas una parte de su remuneración viene unida a los resultados de la empresa. Este pago relacionado con los resultados consiste en una mezcla de acciones o de opciones sobre acciones y bonus que dependen de las medidas de beneficio contable.  Aunque dar a los directivos acciones comunes u opciones sobre acciones no es la solución definitiva, desde los escándalos de las empresas Enron, WorldCom y otras; preocupa que recompensar con acciones u opciones pueda incentivar a directivos sin escrúpulos a inflar el precio de sus acciones y ocultar la verdadera situación de la empresa.
Muchas empresas grandes han implementado sofisticados sistemas de bonus basados en el ingreso residual o valor económico añadido (EVA). En estos sistemas los bonus de los directivos dependen de las ganancias menos el precio del capital empleado.

## Citas y notas
1. ↑   Adam Smith: La riqueza de las naciones, [1776], Madrid, Alianza Editorial,1994.